# Testigos de aviso

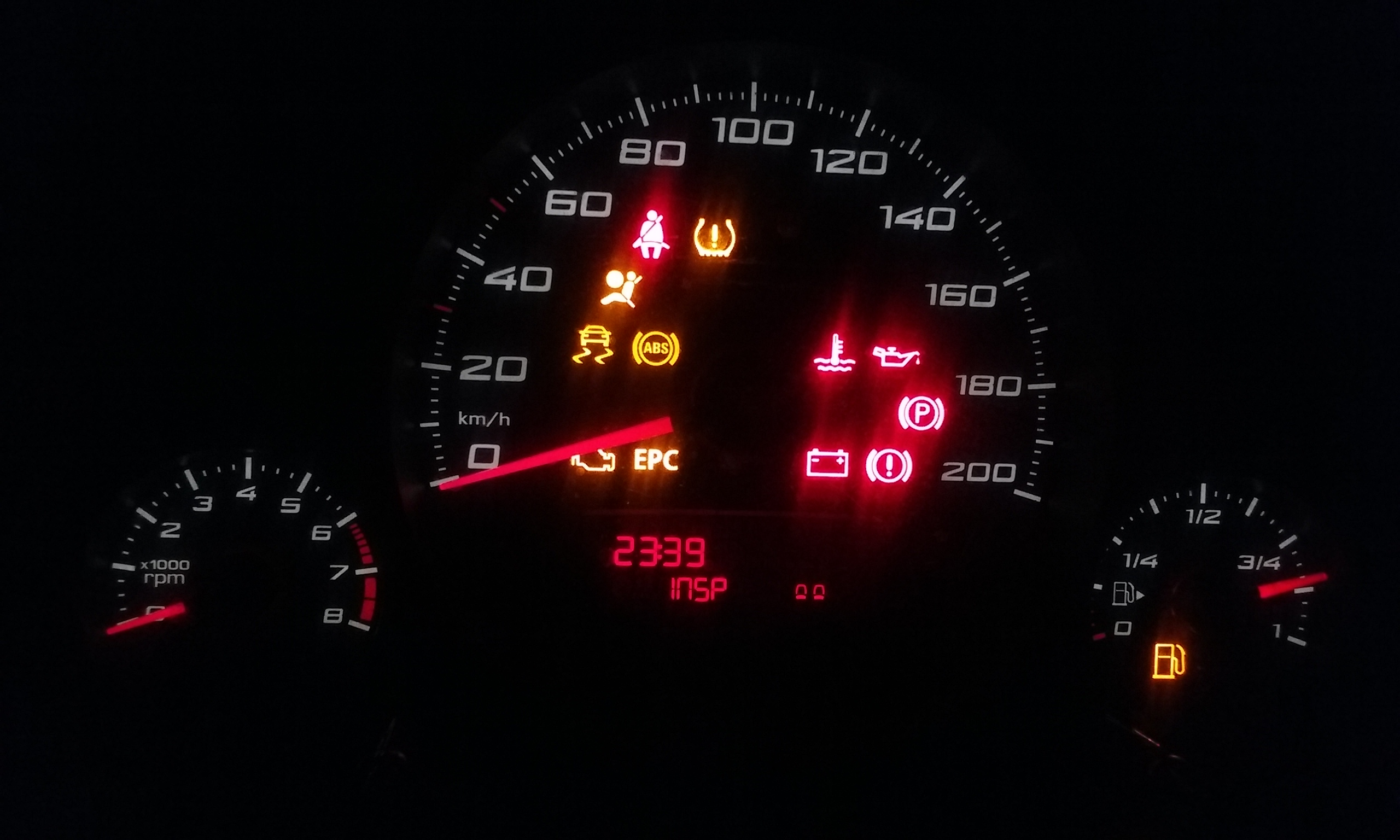
Panel de instrumentos de un SEAT Mii, con los testigos de aviso encendidos al arrancar

Un testigo de aviso, también denominado indicador, luz de advertencia o coloquialmente chivato, es una señal (generalmente luminosa o acústica) que indica el mal funcionamiento de un sistema. El aviso suele mostrarse mediante una luz intermitente (encendido/apagado), una luz permanentemente encendida, o un símbolo o una leyenda de texto que se iluminan.

## Historia

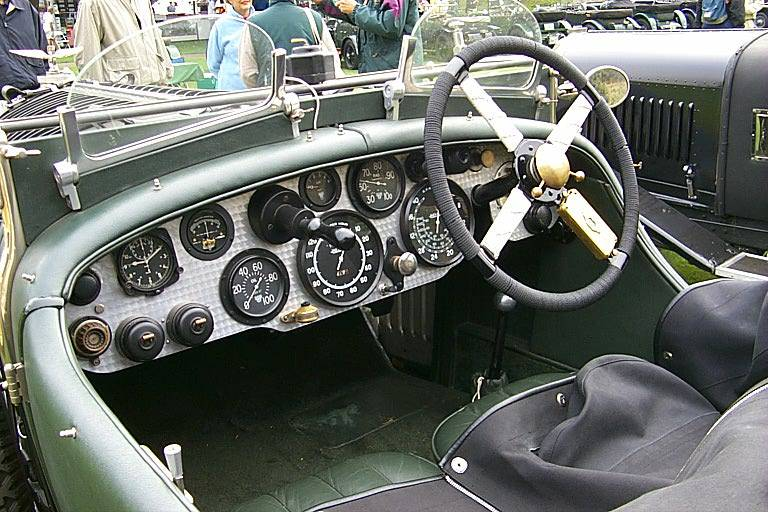
Cuadro de instrumentos de un Bentley de 1928, equipado con numerosos relojes medidores

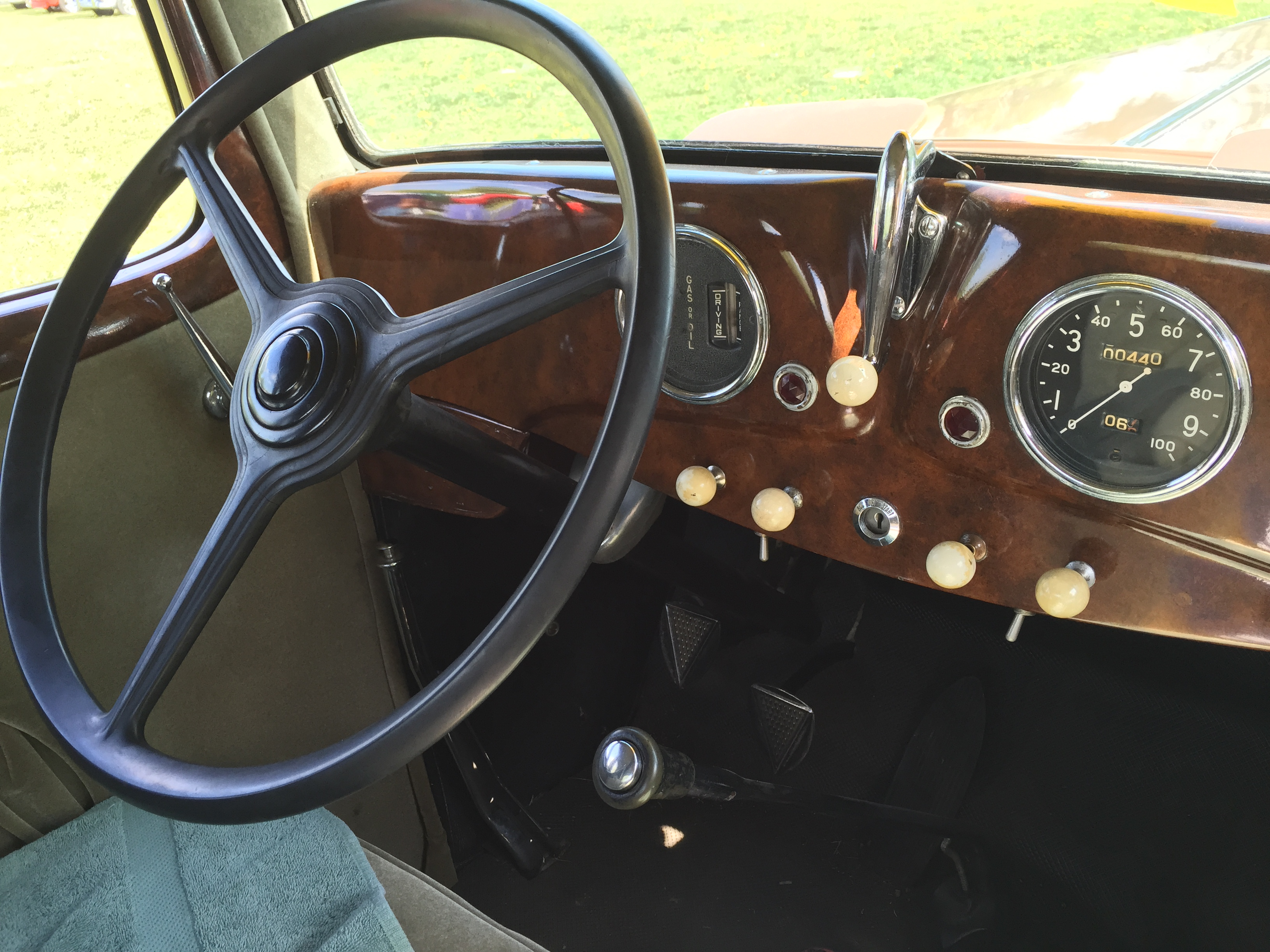
Panel de instrumentos de un Hudson de 1932, solo con el velocímetro y dos testigos luminosos

En inglés, estos avisadores reciben el curioso nombre de "idiot lights" (luces idiotas). El término tiene su origen en la década de 1930, a raíz de la frustración popular causada por la sustitución en los automóviles de los clásicos relojes (como los de temperatura de agua o presión de aceite) por una simple luz de aviso. Anteriormente, aspectos cruciales del funcionamiento de un coche podían ser seguidas mediante instrumentos de medición, permitiendo detectar y corregir determinados problemas de manera temprana. Vigilar la temperatura del motor, la presión del aceite o el funcionamiento del alternador no es posible a través de un simple chivato, que se enciende solo cuando ya se ha producido un fallo, por lo que no proporciona advertencias por adelantado ni detalles de la extensión del problema detectado.
La empresa de automóviles Hudson fue la primera en utilizar luces en lugar de medidores para la presión del aceite y el voltímetro, a partir de mediados de la década de 1930.
Son elementos habituales en los automóviles, desde donde se han convertido en elementos muy familiares para la mayoría de la poblaciónen los países desarrollados, aunque en realidad su uso se ha hecho extensivo desde hace mucho tiempo a la mayoría de los sistemas eléctricos y/o mecánicos en los que es conveniente monitorizar su funcionamiento: desde electrodomésticos como una nevera (en la que una señal acústica puede avisar de que la puerta se ha quedado mal cerrada), hasta el cuadro de control de una central nuclear, pasando por todo tipo de vehículos de transporte.

## Ingeniería automotriz

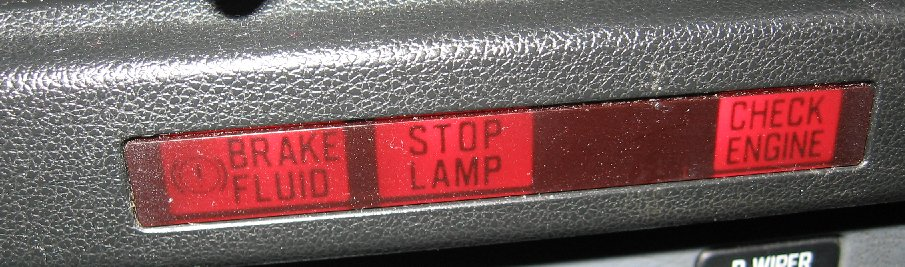
Un grupo de indicadores luminosos de texto

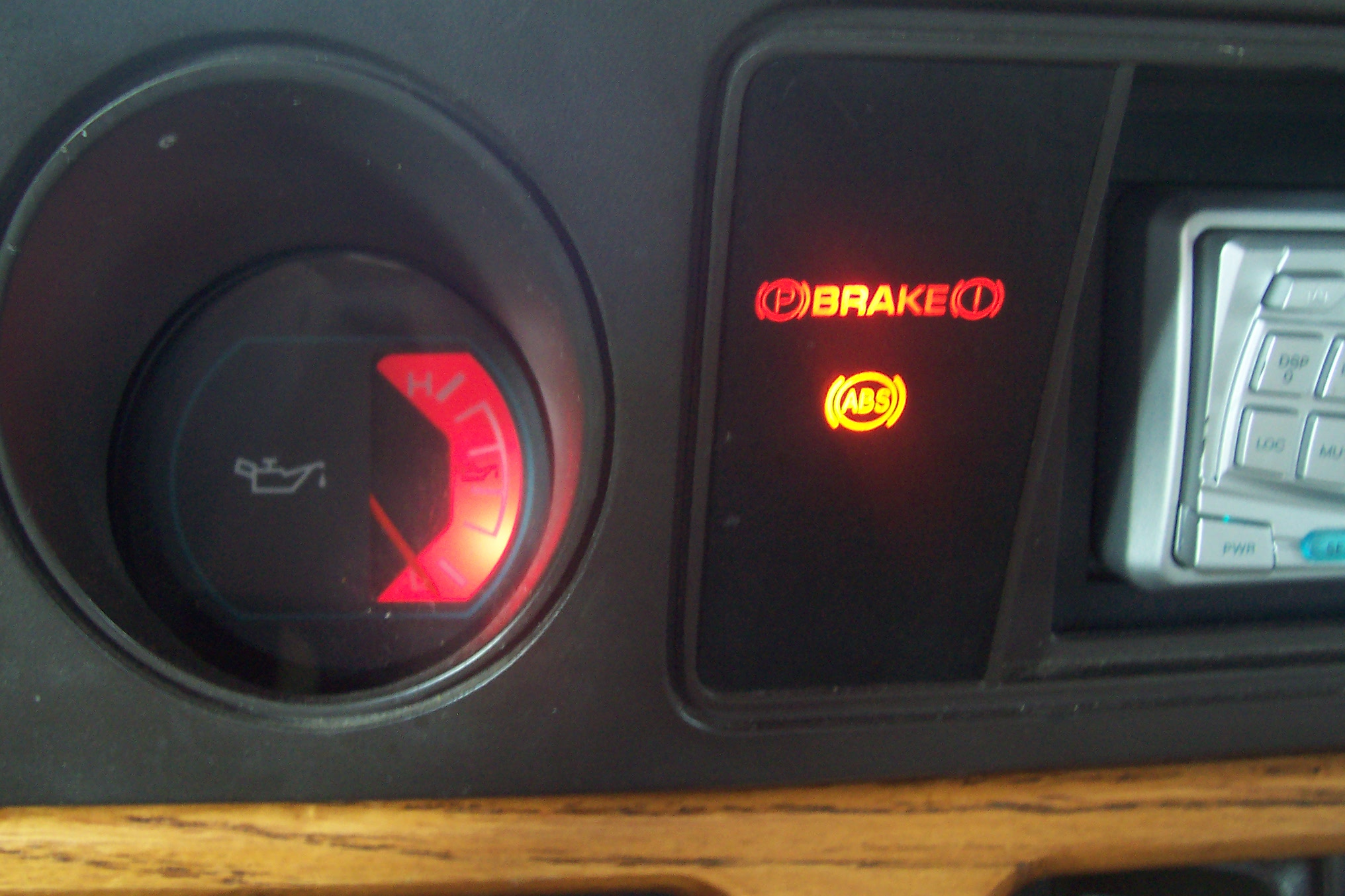
Indicadores gráficos y de texto

En los vehículos de motor, las luces indicadoras se utilizan para informar al conductor sobre el estado técnico del vehículo o sus sistemas. Las luces de advertencia suelen estar ubicadas en el panel de instrumentos o en el salpicadero.
Se utilizan tanto para indicar el estado de conmutación de un equipamiento (por ejemplo, si están activados los intermitentes o las luces largas), como para informar al conductor de un mal funcionamiento del vehículo.
Cuando se conecta el encendido, los testigos de advertencia se iluminan durante unos segundos. Esto permite al conductor verificar que están activados. Cada conductor debe informarse en el manual de operación de su vehículo acerca de las luces de advertencia concretas de su modelo. También se indican las medidas a tomar en caso de encenderse alguno de estos indicadores. El color utilizado para el testigo también está ligado a la gravedad de la incidencia que se muestra. Por ejemplo, el verde y el azul suelen utilizarse para indicar que determinados sistemas están activados, mientras que el amarillo y el rojo indican alertas, fallos y errores. Los colores y símbolos utilizados por cada fabricante pueden diferir en sus detalles.

## Reglamentación
La configuración de los indicadores está regulada por las normas de seguridad del automóvil en todo el mundo. En los Estados Unidos, el Estándar Federal de Seguridad de Vehículos Motorizados NHTSA 101 incluye en sus especificaciones los controles y los símbolos de aviso utilizados en los vehículos. En Canadá, se aplica el Canada Motor Vehicle Safety Standard 101 análogo. En la Unión Europea y en la mayor parte del mundo, el Foro Mundial para la Armonización de la Reglamentación sobre Vehículos regula los tipos utilizables.
Las excepciones sobre las luces de advertencia están reguladas en algunos países:
- En Alemania, en la StVZO (§39a StVZO se refiere al anexo a la Directiva del Consejo 78/316/CEE en la versión correspondiente)[7]
- En Suiza, en el Reglamento sobre requisitos técnicos para vehículos remolcadores y sus remolques, el Artículo 2.12.6 TAFV 1 se refiere a la norma 78/316/CEE y es válido para los vehículos de transporte de las clases M1, M2, M3, N1, N2 y N3 según  Art. 11 y Art. 12 VTS , que incluye todos los vehículos motorizados con al menos cuatro ruedas.

## Tipos
Diferentes testigos pueden transmitir diferentes tipos de información. Algunos tipos, se encienden o parpadean para indicar una fallo (como la presión del aceite, el control de la temperatura del motor, o la corriente de carga del alternador); la iluminación y el parpadeo pueden indicar la gravedad de la advertencia. Existen otros tipos que se encienden permanentemente para alertar sobre la necesidad de un servicio específico después de que haya transcurrido un cierto tiempo o distancia (por ejemplo, para cambiar el aceite).
El color también puede comunicar información sobre la naturaleza del indicador, por ejemplo, el rojo puede significar que el vehículo no puede continuar funcionando (por ejemplo, por un problema con la presión del aceite). Muchos vehículos de cierta antigüedad utilizaban códigos de color que eran específicos de cada fabricante.

### Presión de aceite
Este testigo se enciende cuando la presión del aceite de motor cae por debajo de un nivel predeterminado. Normalmente, la luz aparece cuando se arranca el vehículo, dado que el motor no está funcionando, y por lo tanto no se detecta presión de aceite debido a que la bomba de aceite no está funcionando (la bomba de aceite está acoplada al cigüeñal, por lo que solo funciona cuando el motor está en marcha). Normalmente se apaga unos segundos después de que el motor arranca, a medida que la bomba comienza a funcionar y aumenta la presión de aceite. Este indicador puede contener la leyenda oil o un pictograma con una engrasadora. Algunos automóviles muestran la luz roja o amarilla, según la acción que se deba tomar.

### Temperatura del motor / Temperatura de los acumuladores
El indicador de temperatura del motor generalmente es un solo piloto, siendo menos frecuente que conste de dos luces. Un par de luces indican una temperatura del motor insuficiente (cold, azul) o excesiva (hot, roja). Una sola luz generalmente indica solamente el sobrecalentamiento del motor.
En los automóviles eléctricos, generalmente se monitoriza la temperatura de la batería, indicando si se está sobrecalentando o que está demasiado fría para funcionar. Un ejemplo es el Nissan Leaf.

### Indicador de mal funcionamiento del motor

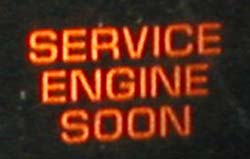
Indicador de fallo del motor

Esta luz se enciende, generalmente en rojo, ámbar o amarillo, para indicar un mal funcionamiento o que se precisa reparar la centralita electrónica del sistema de inyección. Se encuentra en la consola de instrumentos de la mayoría de los automóviles. En los Estados Unidos, las normas de protección ambiental requieren funciones específicas de este avisador. A diferencia de otros tipos de indicadores, sus indicaciones no corresponden con parámetros observables en un medidor.
En los vehículos equipados con OBD-II, la luz tiene dos etapas: se ilumina constantemente para indicar un fallo menor, como una tapa del depósito de gasolina suelta o un mal funcionamiento de los controles de emisiones del vehículo, y parpadea repetidamente cuando se detecta un fallo grave para alertar al conductor sobre el peligro de daños severos del motor o del catalizador. Pueden presentar una leyenda, como check engine, power limied, engine o service engine soon; aunque también es habitual que se ilumine el pictograma de un motor.
En los coches híbridos y eléctricos, un fallo en el sistema híbrido o de potencia eléctrica muestra el pictograma del vehículo con el signo de exclamación para indicar un fallo en el motor eléctrico y / o en el acumulador (en los coches con celda de combustible, también avisa de un fallo con la celda de combustible de hidrógeno).

### Sistema de carga
También es habitual un testigo que indica si el alternator o generador del vehículo no está cargando la batería correctamente, lo que provoca que la batería se descargue, impidiendo la marcha del coche. Normalmente, la luz aparece durante el encendido, dadoque el motor todavía no está en marcha, y se detecta que el alternador no genera energía (el alternador solo funciona cuando el motor está en marcha). Posteriormente, se apaga tan pronto como el motor arranca y el alternador comienza a generar electricidad. Esta luz presenta un pictograma de una batería, o presenta la leyenda amp, batt o gen.

### Indicador de problemas
Algunos vehículos tenían un único indicador con el texto trouble o engine. Este tipo de testigo de advertencia anunciaba que el problema era lo suficientemente grave como para presagiar una avería inminente. A principios de la década de 1980, los modelos de Ford Motor Company, como el LTD Crown Victoria, sin la opción de otro instrumental, tenían tan solo esta luz, que informaba acerca de problemas de baja presión de aceite, sobrecalentamiento o carburación, sin distinguirlos entre sí. Este sistema se abandonó a mediados de la década de 1980 para evitar confusiones con el testigo del mal funcionamiento de la combustión del motor.

### Frenos
Muchos vehículos poseen un testigo de color rojo para indicar que el freno de estacionamiento está activado o que hay un fallo en el sistema de frenado. En la mayoría de los casos lleva los símbolos ISO del freno de estacionamiento y el de una emergencia del sistema de frenos. En el pasado, las regulaciones de los Estados Unidos exigían que este indicador llevara la leyenda brake.
Los vehículos con sistema antibloqueo de ruedas (ABS) tienen una lámpara para indicar un fallo detectado en el mismo.

## Otros sistemas
El tablero de instrumentos contiene indicadores para las señales de giro, las luces largas, el modo de transmisión en los vehículos de transmisión automática y otros dispositivos similares. Muestran el estado de funcionamiento, pero no indican la existencia de un fallo.
A medida que los automóviles se volvieron cada vez más complejos, se agregaron más luces indicadoras para el estado de los sistemas de seguridad y confort. Los testigos pueden indicar muchas incidencias, incluyendo:
- Bajo nivel de combustible. Aparece cuando el depósito de combustible del vehículo está casi vacío. Por lo general, tiene la forma de un surtidor de gasolina, o una luz al lado de la letra "E" (de "Empty"; vacío) en el indicador de combustible, y en muchos coches americanos, una señal acústica. En los modelos eléctricos, cuando la batería se está agotando, generalmente aparece símbolo con la imagen de un enchufe, o de un acumulador, en la mayoría de los casos, una señal acústica. A veces, un indicador de advertencia de baja potencia se muestra generalmente en forma de tortuga con un círculo de contorno cuando el acumulador está muy bajo. En un híbrido enchufable (PHEV) cuando la batería se agota y el vehículo tiene poco combustible, ambos testigos pueden mostrar una indicación de recargar y repostar.
- Bujías de precalentamiento o wait to start (en la mayoría de los motores diésel). Aparece cuando se enciende el motor, para indicar que las bujías de incandescencia del motor están funcionando, y el conductor debe esperar a que la luz se apague antes de arrancar el motor. Generalmente tiene forma de cuerda enrollada.
- Abrocharse el cinturón de seguridad del conductor o del pasajero (generalmente con un timbre). Aparece cuando el motor está encendido y el cinturón de seguridad del conductor y/o del pasajero no está abrochado. Un sensor de presión en el asiento del pasajero evita que la luz de advertencia del pasajero se active si el asiento está desocupado. Usualmente tiene la forma de una persona que usa el cinturón de seguridad.[9]
- Sistema del control de tracción operativo.
- Líquido de lavado de parabrisas bajo.
- Mal funcionamiento del sistema de bolsa de aire detectado.
- Agua en el combustible (la mayoría de los motores diésel).
- Puerta abierta (usualmente DOOR AJAR), o tapa del maletero abierta[9] (usualmente con un timbre).
- Alarma antirrobo/inmovilizador del motor activo (la mayoría de los automóviles modernos).
- Radar de velocidad detectado.
- Fallo de la transmisión automática.
- Baja presión de neumáticos.
- Modos del sistema de calefacción/aire acondicionado (descongelación, recirculación, y otros).
- Control de crucero activado[13] (con forma de velocímetro con una flecha en la mayoría de los coches modernos)
- Autopiloto/modo de conducción automática activo.
- Luz EV (híbridos/PHEV) para determinar si el vehículo está en funcionamiento eléctrico y el motor está apagado.
- La luz ECO (automóviles más modernos) indica que el vehículo se encuentra en operación eficiente/ahorro de combustible.
- ECO/COMFORT/SPORT MODE - Modos de conducción económica o deportivo.

## Ejemplos
| Denominación                             | Figura                                         | Denominación                                          | Figura                         |
| ---------------------------------------- | ---------------------------------------------- | ----------------------------------------------------- | ------------------------------ |
| Luz intermitente                         |                                                | Remolque                                              |                                |
| Luz de cruce                             |                                                | Luz larga                                             |                                |
| Faros de niebla                          |                                                | Luz antiniebla trasera                                |                                |
| Regulación del alcance de faros          |                                                | Puerta abierta                                        |                                |
| Generador (Alternador del motor)         |                                                | Desgaste de pastillas de freno                        |                                |
| Compruebe el motor                       | Compruebe el motor                             | ABS                                                   | ABS-Symbol                     |
| Presión de aceite                        |                                                | ESP                                                   |                                |
| Inmovilizador                            |                                                | Freno de estacionamiento                              |                                |
| Control de velocidad                     |                                                | Presionar el pedal del freno (transmisión automática) |                                |
| Gasolina en reserva                      |                                                | Sistema de calentamiento (Diésel)                     |                                |
| Bolsa de aire                            |                                                | Cinturón de seguridad suelto                          |                                |
| Neumáticos                               |                                                | Líquido limpiacristales                               |                                |
| Filtro antipartículas                    | [ 14 ]                                         | Control de tracción                                   | [ 15 ]                         |
| Dirección asistida o bloqueo del volante | Un volante con un signo de exclamación al lado | Luces laterales                                       | Luz indicadora de aparcamiento |